# Hagia Sophia (Trapezunt)
Die Hagia Sophia (griechisch Ἁγία Σοφία, „Heilige Weisheit“, türkisch Ayasofya) ist eine große, ehemalige byzantinische Klosterkirche in Trabzon (früher Trapezunt) im Nordosten der Türkei am Schwarzen Meer. Die Kreuzkuppelkirche wurde im 13. Jahrhundert errichtet, als Trapezunt die Hauptstadt des gleichnamigen Kaiserreichs war, während der osmanischen Herrschaft im 16. Jahrhundert in eine Moschee umgewandelt und mit Unterbrechungen bis in die 1950er Jahre in dieser Funktion verwendet. Nach der Restaurierung der erhaltenen Fresken, die unter einem weiß gestrichenen Wandputz freigelegt wurden, war das bedeutendste Baudenkmal der Stadt seit 1964 als Museum (Aya Sofya Müzesi) zugänglich. Nach einer umstrittenen Gerichtsentscheidung von 2012 wurde die Hagia Sophia wieder in eine Moschee umgewandelt. Im Juli 2013 fand das erste Freitagsgebet statt.

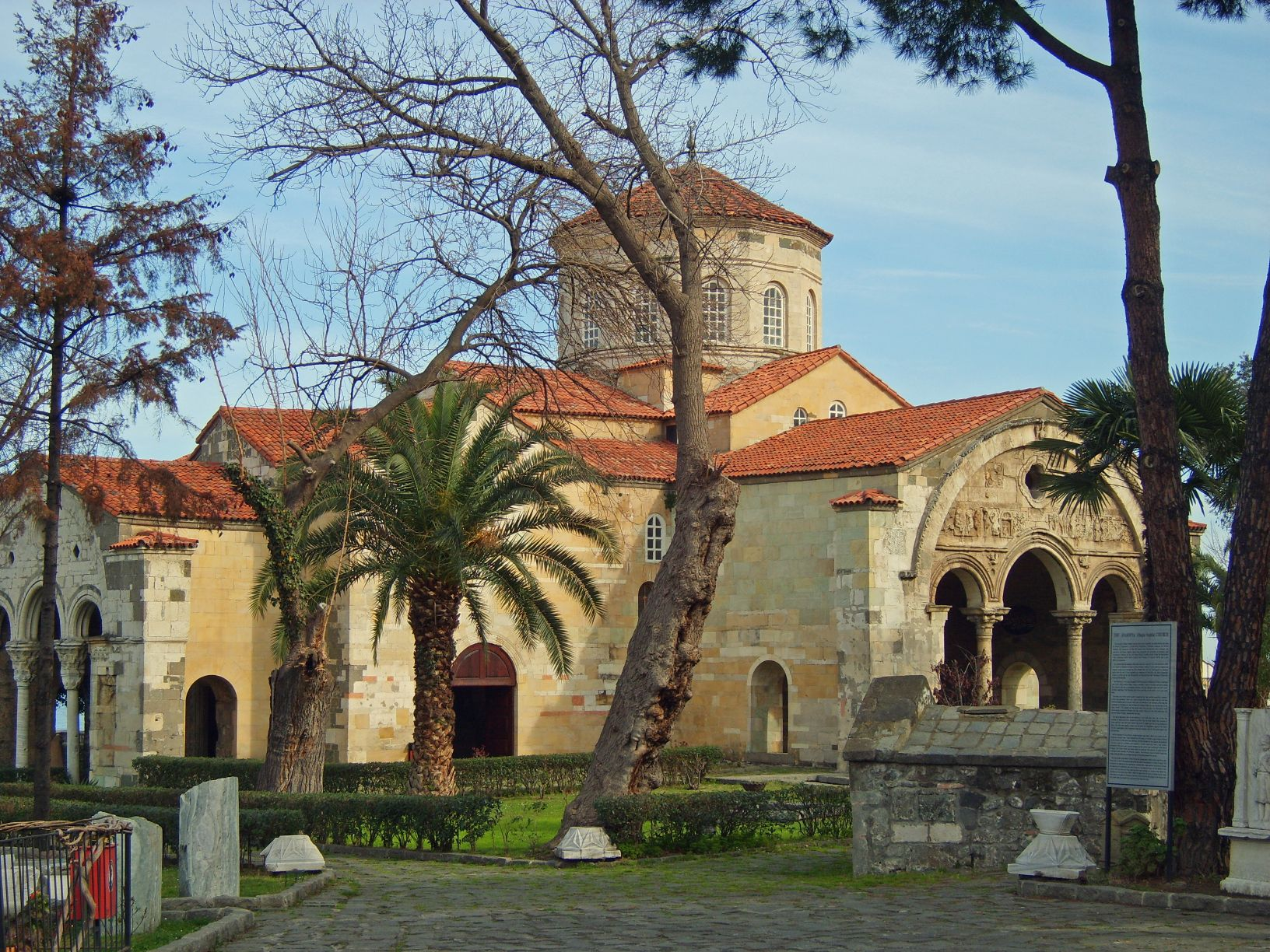
Ansicht von Südwesten, vom Eingang zum Museumsgelände. Rechts Reliefbogenfeld des Südportals

## Geschichte
An dem bereits in der Antike geschäftigen Hafen und Handelsort errichteten in frühbyzantinischer Zeit die christlichen Bewohner mehrere Kirchen und Klöster. Kaiser Justinian I. (reg. 525–567) ließ die Stadtmauern verstärken und auch im frühen Mittelalter muss Trabzon ein wirtschaftliches Zentrum geblieben sein. Dennoch wurden anscheinend kaum größere massive Gebäude in dieser Zeit errichtet, mit Ausnahme der 884/885 datierten kleinen armenischen St. Anna-Kirche, heute die älteste erhaltene Kirche der Stadt. Eine Blütezeit begann erst mit der Bautätigkeit des byzantinischen Kaisers Basileios II. (reg. 976–1025), der einige Kirchen errichten ließ, die jedoch nicht erhalten geblieben sind. Nur von einigen haben Nachfolgebauten überlebt.
Die größte Zahl von Kirchen errichtete die Herrscherdynastie der Komnenen im 1204 gegründeten Kaiserreich Trapezunt. Es entstand nach der Eroberung der byzantinischen Hauptstadt Konstantinopel durch westeuropäische Kreuzfahrer, gemeinsam mit anderen byzantinischen Exilreichen wie dem Kaiserreich Nikaia und dem Despotat Epirus. Bauherr der Hagia Sophia war Kaiser Manuel I., der das kleine Kaiserreich von 1238 bis 1263 regierte. Bei Manuels Amtsantritt lag der Verlust der alten Reichshauptstadt schon mehr als eine Generation zurück, und die vermeintlich provisorische Residenz in Trapezunt erwies sich als dauerhafter als zunächst erwartet und sollte nun einer kaiserlichen Hauptstadt würdig ausgebaut werden. So orientierte Manuel die Kirche bewusst an ihrem berühmten Vorbild in Konstantinopel, Justinians großer Kathedrale Hagia Sophia aus dem 6. Jahrhundert.
Auch spätere Komnenenkaiser finanzierten den Neubau von Klöstern und die Erweiterung der bereits bestehenden. Das bekannteste Kloster ist das in den Kaçkar-Bergen 45 Kilometer südlich der Stadt gelegene Kloster Sumela, das mehrere Herrscher aus Trabzon Ende 13. und im 14. Jahrhundert förderten. Von Alexios III. (reg. 1349–1390) ist ein Dokument erhalten, das die Privilegien und die dem Kloster zustehenden Steuereinnahmen genau aufzählt. Weitere, von den Komnenen errichtete oder geförderte Klöster lagen innerhalb der Stadt. Zu ihnen gehörten seit dem 9. Jahrhundert St. Eugenios, das unter Alexios III. neu gegründete Kloster Panaghia Theoskepastos am Hang des Boztepe, in der Nähe auf dem Hügel das Kloster Kaymaklı und ein Kloster in der Stadtmitte, dessen Kirche in der zweiten Hälfte des 13. Jahrhunderts dem heiligen Gregor von Nyssa geweiht wurde (ab 1665 Gregor-von-Nyssa-Kathedrale). Das im 14. Jahrhundert erwähnte Kloster Stilos lag vermutlich beim Dorf Mavlavita, zwei Kilometer westlich der Hagia Sophia, wo noch die Ruine einer Kapelle an einer Höhle mit Malereiresten vorhanden ist. In ihrer Blütezeit besaß die nur mittelgroße Stadt annähernd 80 Kirchen, von denen der größte Teil noch 1915 erhalten war und die bis auf wenige später abgerissen wurden.
Das Kaiserreich Trapezunt überlebte das (1261 wiederhergestellte) Byzantinische Reich um nur acht Jahre, denn am 26. Oktober 1461 eroberten die osmanischen Türken unter Sultan Mehmet II. mit Trapezunt den letzten verbliebenen griechischen Staat in Anatolien. In den Jahrzehnten nach der Eroberung bauten die Muslime keine Moscheen in der Stadt, stattdessen wandelten sie die meisten Kirchen in Moscheen um. Dies hängt möglicherweise damit zusammen, dass mehrere tausend orthodoxe Griechen aus der Stadt vertrieben worden waren. Mit der Çarşı Camii aus dem Jahr 1839 blieb im alten Marktviertel der erste Moscheebau erhalten. Ab der Mitte des 19. Jahrhunderts wurden auch wieder neue Kirchen errichtet, keine jedoch von besonderer architektonischer Bedeutung, einige entstanden über abgerissenen älteren Kirchenbauten. Gottesdienste gab es bis zur Vertreibung der Pontos-Griechen 1923.

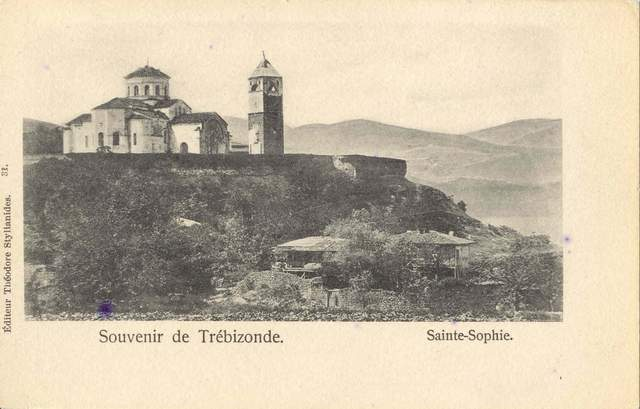
Postkarte von 1910. Ansicht von Norden

Die Geschichte der Hagia Sophia beginnt mit einer älteren Kirche des Klosters, an deren Stelle um 1250 Kaiser Manuel I. die bis heute erhaltene vergrößerte Kuppelkirche errichten und in den folgenden Jahren ausmalen ließ. Nahe der nördlichen Vorhalle wurden unter Bodenniveau die Fundamente der abgerissenen kleinen Kirche mit drei halbrunden Apsiden aus byzantinischer Zeit freigelegt. Auf einem im 19. Jahrhundert noch sichtbaren Fresko wird Manuel I. als Gründer des Neubaus genannt. Von den weiteren Klostergebäuden ist nichts mehr erhalten bis auf den freistehenden Glockenturm, mit dessen Errichtung 1426, während der Regierungszeit des Kaisers Alexios IV. (reg. 1417–1429), begonnen wurde. Die Fertigstellung des Glockenturms fällt in die Zeit seines Nachfolgers Johannes IV. (reg. 1429–1459), denn um die Jahre 1442 und 1444 wurde die Kapelle im Turm ausgemalt.
Inschriften verweisen auf Restaurierungen an der Kirche in den Jahren 1486 und 1547. Vermutlich im 15. Jahrhundert wurde die Hagia Sophia in eine Moschee umgewandelt. 1609 diente sie als Moschee, 1850 beteten auch Christen in dem Gebäude. Der britische Historiker George Finlay gab in seinem Reisejournal von 1850 eine knappe Beschreibung. 1864 wurden einigen Instandsetzungen unternommen. In diesem Jahr veröffentlichte der französische Archäologe Charles Texier eine detailliertere Beschreibung der Kirche, die er in den 1830er Jahren besucht hatte. Auf Geheiß eines strenggläubigen Muslimen wurden 1880 die Wandmalereien mit Putz überzogen. Um die Putzhaftung zu verbessern, schlug man Löcher ein und zerstörte so viele Fresken. Im 19. Jahrhundert und am Anfang des 20. Jahrhunderts diente das Gebäude zeitweilig als Lagerraum und Unterkunft für Cholerakranke.
1917 wurden die Fresken wieder freigelegt, 1927 erschien von Michail Alpatow eine detaillierte Untersuchung der Reliefs. Die umfangreiche Restaurierung fand erst 1957 bis 1962 durch Mitglieder der Universität Edinburgh unter der Leitung von David Talbot Rice und dem Chefrestaurator David Winfield statt. Talbot Rice veröffentlichte 1968 eine umfassende Studie zu den Kirchenfresken (Church of Hagia Sophia at Trebizond), besprach aber nicht die Malereien im Glockenturm. Diese publizierte David Winfield 1985.
„Die Hagia Sophia in der Schwarzmeerstadt Trabzon wurde 2013 ebenfalls auf Drängen Bülent Arincs und trotz scharfer Kritik von Architekten und Wissenschaftern als Moschee wiedereröffnet.“

## Architektur
Die Hagia Sophia liegt auf einer flachen Hügelkuppe drei Kilometer westlich des Stadtzentrums oberhalb der Schwarzmeerküste. Sie ist eine Kreuzkuppelkirche, deren Kirchenschiff (Naos) von einem hoch aufragenden Gewölbe dominiert wird. Der erste Grundplan sah einen quadratischen Hauptraum (Vierung) vor mit vier zentralen Säulen, auf denen die Gurtbögen der Tonnengewölbe an allen vier Seiten aufliegen. Zur Mitte hin geht das Deckenquadrat über Pendentifs in eine Kreisform über. Ein innen runder und außen zwölfseitiger Tambour sorgt mit zwölf Fensteröffnungen für Tageslicht und schließt mit einer Kuppel ab. Während der Bauzeit scheint der Plan abgewandelt worden zu sein, erkennbar daran, dass die nordwestliche Säule nicht mit dem Pilaster der Nordwand fluchtet. Das Kirchenschiff ist innen etwa 13,5 Meter lang und 10,5 Meter breit, wobei das Kuppelgeviert etwas nach Osten versetzt wurde. An der Westwand schließt sich ein vorgebauter Narthex an, der im Bereich des Mittelschiffs von einem Kreuzgratgewölbe und zu beiden Seiten von Tonnengewölben überdeckt ist. Nach Osten erweitert sich der Hauptraum zu einer hufeisenförmigen, außen fünfeckigen Altarapsis in der Mitte, von dem Durchgänge zu den beiden seitlichen Apsisnebenräumen (Pastophorien) führen.

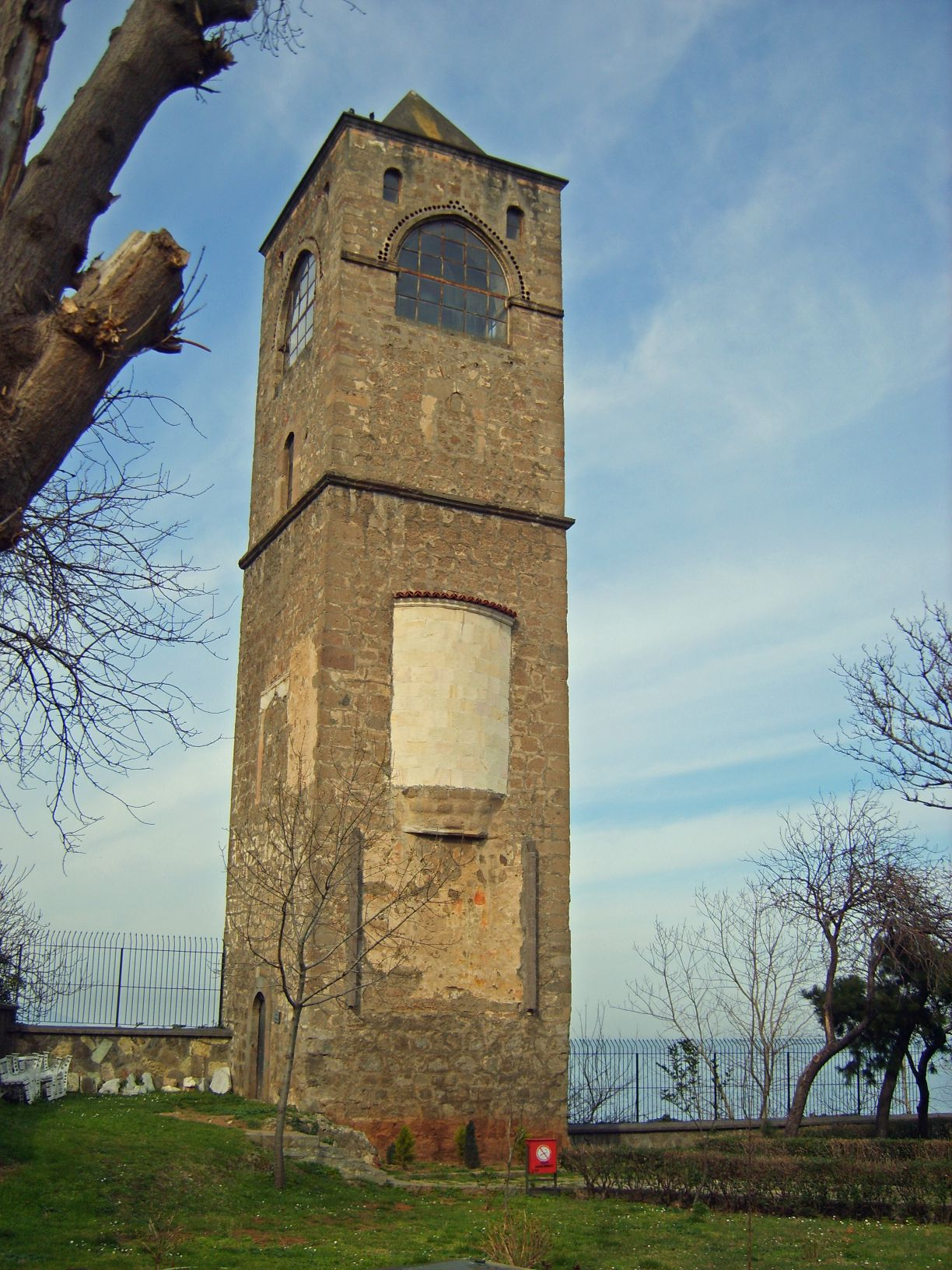
Glockenturm. Die Apsis der Kapelle ragt im ersten Stock aus der Ostwand

Die drei Eingänge liegen an den Längsseiten im Norden und Süden sowie in der Westwand des Narthex. Ähnlich wie bei den großen georgischen Klosterkirchen (zum Beispiel Öşk Vank) sind gleichzeitig mit dem Hauptgebäude drei weit ausladende Portalvorbauten entstanden, die von außen die kreuzförmige Gesamtanlage wesentlich prägen. Die Gesamtmaße betragen in Nord-Süd-Ausdehnung etwa 25 Meter, dasselbe Maß gilt für die Längsrichtung ohne Ostapsiden (rund 6,5 Meter). Das gesamte Gebäude steht auf einem 1,4 Meter hohen Podium, das es bei vergleichbaren Kirchen nicht gibt. In den Nischen der nördlichen und südlichen Podiumsmauer standen einst Sarkophage.
Die Hagia Sophia gehört zu den wichtigsten hochmittelalterlichen byzantinischen Bauwerken und übte Einfluss auf die weitere byzantinische und russische Baugeschichte aus. Neben der typischen griechischen Grundkomposition einer Kreuzkuppelkirche zeigt sie auch georgische und armenische Architektureinflüsse.
Der Glockenturm (Campanile) steht 24 Meter westlich der Kirche, nicht ganz in Verlängerung der Achse. Der fast quadratische Turm besitzt vier Stockwerke, seine Architektur verweist auf italienische Vorbilder. Über dem Erdgeschoss befindet sich eine Kapelle mit Malereiresten an den Wänden, deren runde Apsis aus der Ostwand ragt. Der Turm ist verschlossen und für Besucher nicht zugänglich.

## Fresken
Die erhaltenen 55 Freskenfragmente stammen überwiegend aus der Bauzeit, wobei die eingeschlagenen Löcher bei der Restaurierung ausgeglichen wurden, sie gehören zu den bedeutendsten aus spätbyzantinischer Zeit. Die biblischen Szenen mit einer für das Mittelalter unüblichen realistischen Darstellung der menschlichen Anatomie und Einfühlung gehen über den strengen Formalismus der früheren byzantinischen Kunst hinaus. Bewegung wird jedoch nicht direkt dargestellt, sondern kommt in den üblichen Posen durch den Faltenwurf der Kleidung zum Ausdruck. Verschiedene Farbtöne wurden nur bei der Darstellung von Haut verwendet, ansonsten ist jedes Kleidungsstück mit nur einem Farbton ausgemalt. Die Entstehungszeit der Fresken fällt in die Phase des kulturellen Aufblühens nach der Rückeroberung Konstantinopels durch Nikaia (Palaiologische Renaissance).

### Kuppel

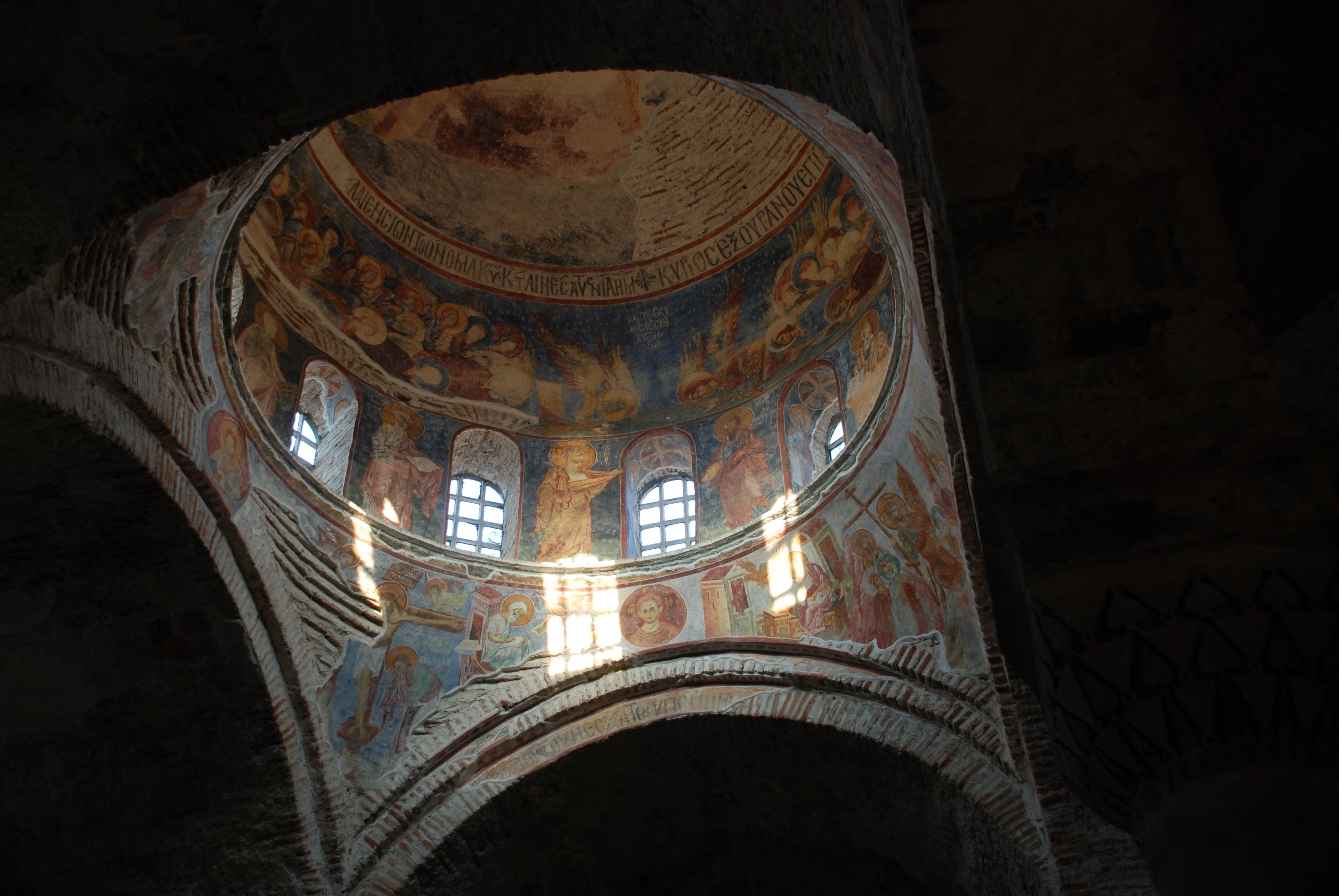
Fresken in der Kuppel: Oben Schriftband Psalm 102, darunter der Chor der Engel. Nordöstliches Pendentif (links): Kreuzigung, südöstliches Pendentif (rechts): Auferstehung

Der vom Kuppelrund einst wie in allen byzantinischen Kirchen herabblickende Pantokrator ist sehr verblasst. Auf diese Abbildung von Christus als Weltenherrscher, der das Leben auf der Erde betrachtet, bezieht sich das horizontale Band mit einer Inschrift aus Psalm 102 (Ps 102 ). Darunter hält sich der Chor der Engel in zwei Gruppen zu beiden Seiten der Kuppel auf, die vorderen Engel werfen sich nieder (als liturgischer Vorgang: Prostratio), die Engel in der mittleren Reihe folgen als Nächstes und die hinteren beugen sich nach vorn. Zwischen jedem Fenster steht einer der zwölf Apostel, in den Fensterlaibungen, so noch vorhanden, stehen Propheten. Die vier Evangelisten geben sich durch ihre Schriftrollen zu erkennen, die sie in den Händen tragen.
Unter dem Tambourkranz folgen in den Zwickeln der Pendentifs normalerweise in der byzantinischen Ikonografie die vier Evangelisten oder biblische Erzählungen. Hier werden beide Themen vereint dargestellt. Auf dem Zwickel im Südwesten sind der Evangelist Markus mit einem Adler (anstatt seinem Symbol Löwe) und die Taufe Jesu zu sehen. Johannes der Täufer beugt sich von der linken Seite vor, gegenüber zeigen sich drei Engel. Im Südosten wird die Auferstehung Jesu Christi zusammen mit Johannes abgebildet, der hier den Löwen und nicht seinen Adler bei sich hat. Im Zentrum steht der Kreuz tragende Jesus, links wird er von David und Salomo betrachtet. Hinter Jesus kommen Adam und Eva und vermutlich Abel daher. Der Flügellöwe links von Johannes gehört eigentlich zu Markus.
Am nordöstlichen Pendentif sind die Kreuzigungsszene und Matthäus dargestellt. Der bereits tote Jesus hat seine Augen geschlossen, beidseitig über ihm schweben Engel. Zu seinen Füßen wischt sich der trauernde Johannes mit einem Tuch das Gesicht. Rechts des sitzenden Matthäus ist sein Symbol, ein geflügelter Mensch. Nordwesten: Geburt Jesu und Lukas, von dessen Symbol, dem Bullen nur ein Fuß erhalten geblieben ist. In der Mitte steht Maria, die Hand an ihrer linken Seite gehört Josef. Die Köpfe von Ochse und Esel vervollständigen die Szene. Jesus auf der rechten Seite hat den Stern über sich, weiter oberhalb folgen Engel und Tiere.

### Apsiden

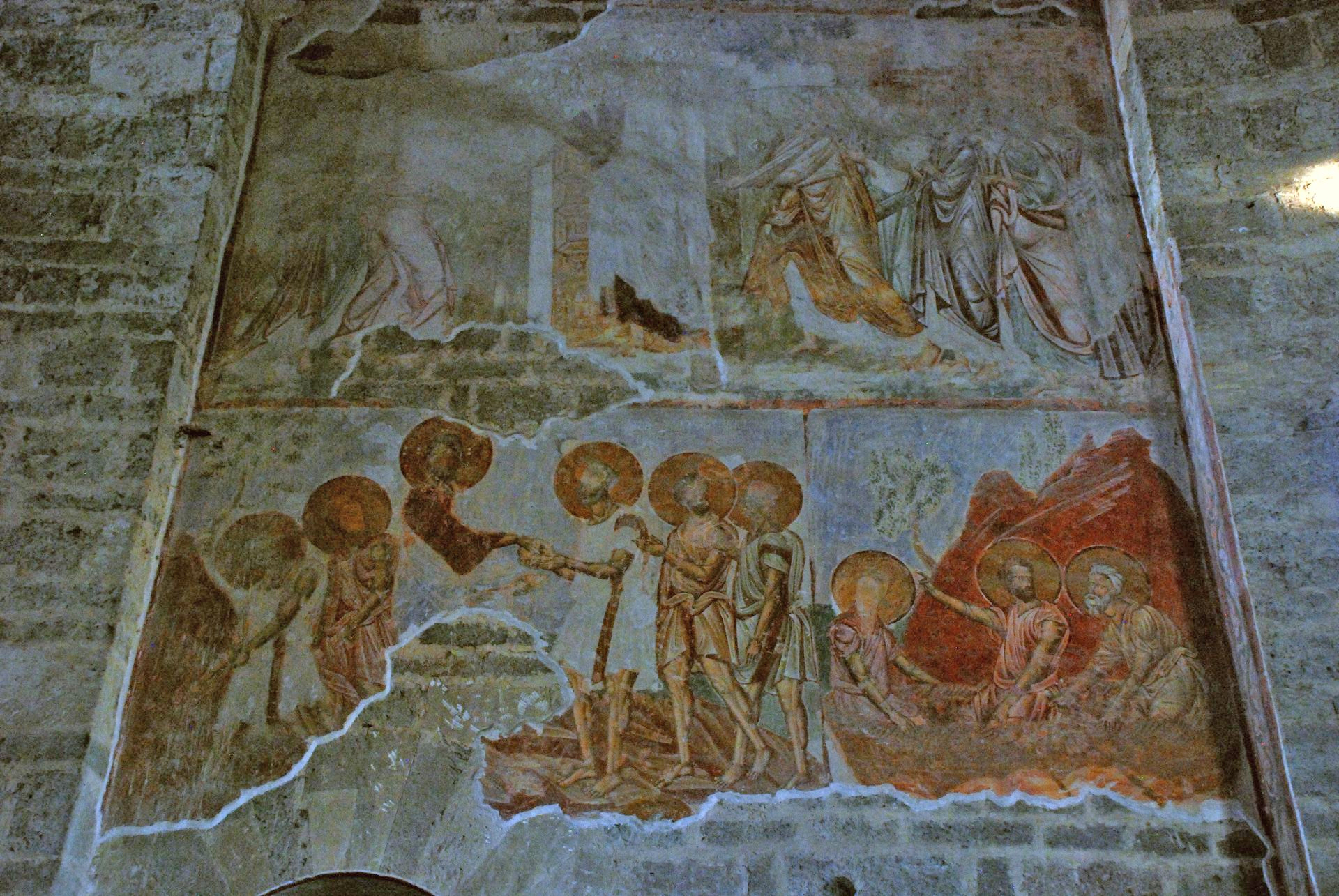
Oben:Jesus begegnet dem ungläubigen Thomas, unten: Jesus am See Genezareth

Im Chorgewölbe vor der Altarapsis blieb Christi Himmelfahrt erhalten. Christus, der von einer Mandorla umgeben ist, wird von Engeln emporgehoben. An der Nordwand des Chors sind auf dem oberen der beiden großen Fresken die Begegnung zwischen Jesus und dem ungläubigen Thomas zu sehen: Jesus, links von der Mitte, weist mit seiner linken Hand an seine rechte Seite und erhebt seine rechte Hand zu Thomas, der seine Hand Jesus entgegenstreckt. Rechts stehen acht Apostel. Auf dem Bild darunter erscheint Jesus am See Genezareth: Auf der rechten Seite sitzen drei Apostel in einem Boot, in der Mitte stehen drei weitere Apostel am Ufer. Jesus hält einen Fisch in der Hand und gibt dem ersten dieser drei einen Laib Brot. Darunter ist noch der Kopf des ins Wasser getauchten Petrus zu sehen. An der Südwand wird die Aussendung der Apostel gezeigt, nachdem ihnen Jesus auf dem Berg Galiläa vor seiner Himmelfahrt erschienen ist. Jesus in der Mitte hält seine Arme ausgebreitet, auf beiden Seiten von Engeln umgeben. Unten knien vier Apostel in seine Richtung, die übrigen acht sind nicht mehr erhalten. In der Apsiskuppel sind Reste eines Freskos verblieben, das die auf einem Thron sitzende Muttergottes mit dem Jesuskind zeigt, umgeben von den Erzengeln Gabriel und Michael.
Die schlecht erkennbaren Freskenreste in den seitlichen Apsisnebenräume enthalten Szenen aus dem Leben von Maria und ihren Eltern Anna und Joachim. In der südlichen Apsis an der Nordwand bringen die beiden auf der linken Seite des Bildes im Tempel Geschenke, weil sie bis dahin kinderlos geblieben waren. Der Tempelpriester zur rechten lehnt die Gaben ab, weil Gott Anna zur Unfruchtbarkeit verurteilt habe. An der Südwand beten Anna und Joachim, nachdem ihnen zuvor ein Engel vorhergesagt hat, dass sie ein Kind bekommen würden. In der Kuppel waren Maria und das Jesuskind abgebildet, nur noch die Köpfe von Joachim und Anna auf beiden Seiten sind erhalten. Im Gewölbe der nördlichen Apsis verkündet ein Engel (links) Anna (Mitte) die Geburt eines Kindes. An der Nordwand begegnen sich Joachim und Anna, nachdem sie unabhängig voneinander von der bevorstehenden Geburt erfahren haben. Sie umarmen sich, während ein Dienstmädchen am Eingang hinter einem Vorhang hervorblickt.

### Kirchenschiff
An der Westwand des Hauptraums sind kleinere Reste der Passion erhalten: Die südliche untere Szene im Mittelschiff zeigt Jesus, wie er seinen Jüngern die Füße wäscht, darüber befand sich das letzte Abendmahl. Jesus ist am Heiligenschein erkennbar, Johannes Kopf lehnt an seiner Schulter. An der rechten Seite der Tafel sitzt Judas. Bei der nördlichen oberen Szene befindet sich Jesus im Garten Getsemani, darunter links betet Jesus auf den Knien, ein Engel fliegt zu ihm hin. Rechts davon erhebt Jesus die Hand, damit seine Jünger schlafen mögen.
An der Nordwand waren die Wandmalereien vormals in drei Zonen angeordnet. Von der mittleren Zone ist über der Tür noch ein Fragment der Kreuzigung zu sehen: ein Fuß von Jesus und ein Teil des Kreuzes. Der Schädel unten ist ein Verweis auf Adam, der auf dem Berg Golgota begraben wurde. Von den Figuren auf beiden Seiten sind noch Beine erhalten. Das Bild darunter zeigte die Auferstehung, von der noch ein unterer Teil zu sehen ist.
Die vier heiligen Einsiedler im Tympanon über der Tür stammen vermutlich aus dem 15. Jahrhundert, als dieser Bauteil hinzugefügt wurde. Die Malerei ist von schlechterer Qualität, ebenso wie die spätere Hinzufügung der beiden Säulensteher Symeon Stylites der Ältere und der Jüngere unten im Bogenfeld. Es sind die einzigen, nachträglich hinzugekommenen Malereien.

### Exo-Narthex
An der Westwand sind geringe Reste des Jüngsten Gerichts übriggeblieben, an der Ostwand der Schöpfer, zu seiner Rechten Maria, zur Linken Johannes der Täufer. Etwas unterhalb rechts des Fensters steht ein weiß gekleideter Mann, rechts von ihm der Teufel ganz in Rot. An der Innenwand findet sich die Auferstehung der Toten, die sich aus ihren Gräbern erheben. Die Ertrunkenen links unten werden aus den Mäulern von Fischen freigelassen.

### Innerer Narthex

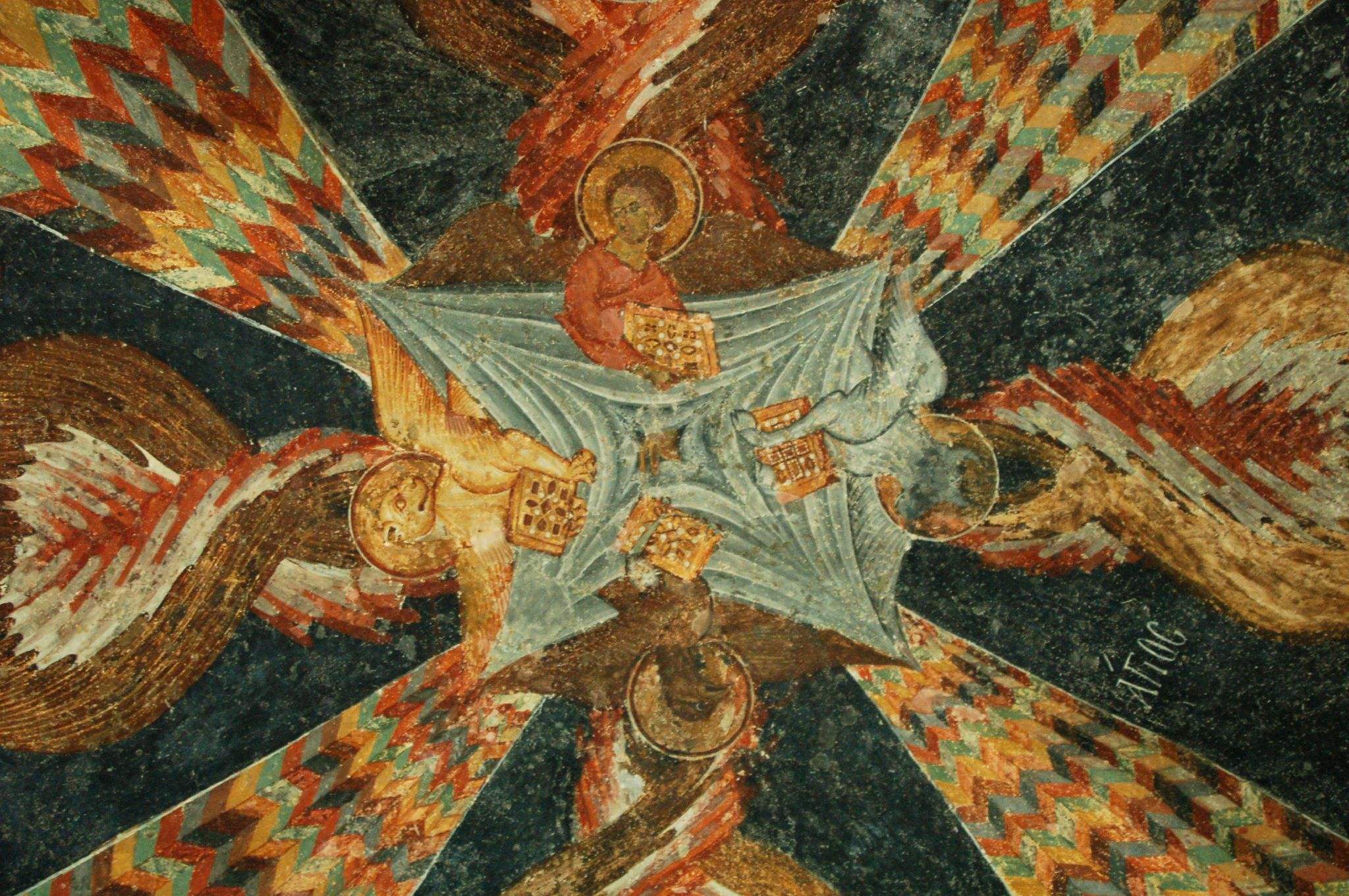
Narthex. Zentrum des Kreuzgratgewölbes. Hand Gottes und apokalyptische Tiere / Evangelistensymbole

Die Gewölbedecke des Narthex ist sehr farbkräftig ausgemalt. Im dynamisch bewegten Zentrum ist die Hand Gottes zu sehen, umgeben von den vier apokalyptischen Figuren, mit denen die Evangelisten symbolisiert werden: Engel, Ochse, Löwe und Adler. Vor dem Hintergrund des nachtdunklen Himmels spannen sich gemusterte Vorhänge über die Kreuzgrate.
Auf der nördlichen Innenwand (Ostwand) des Narthex ist oben die Speisung der 5000 dargestellt. In vielen Einzelheiten wird die Vermehrung von Broten und Fischen gezeigt. Jesus gibt Brot nach rechts an die Nahestehenden, die es weiterreichen. Die Brote wandern in einer Menschenkette nach oben über Jesus hinweg und auf der linken Seite wieder herunter. Dabei ereignet sich das Wunder der Vervielfachung, sodass alle der annähernd 100 dargestellten Menschen Brot erhalten haben. Deren Zusammengehörigkeit zeigt sich in den ähnlichen dunklen Farben, nur Jesus in der Mitte und wenige andere helle Farbflächen heben sich aus der harmonischen Komposition heraus.
Die Erzählung wird an der Nordwand weitergeführt, wo aus der Ferne Körbe mit überzähligem Brot herbeigebracht und in der Mitte neben Jesus abgestellt werden. Die Szene lebt durch die vielfältigen Bewegungen der Akteure. Darunter befindet sich das Fragment einer Deësis mit Maria und Johannes neben dem zu Gericht sitzenden Jesus. Auf beiden Seiten befand sich ursprünglich ein Erzengel, gut erhalten blieben nur Johannes der Täufer und der Erzengel an der rechten Seite. Zwei verschiedene Szenen an der Ostseite zeigen Jesus, wie er über das Wasser geht und wie er den Wind anhält. Links bewundern Jesus zwei kleine Apostel, die in einem Boot sitzen. Rechts steht Jesus in einem größeren Boot, über ihm fliegen zwei personifizierte Winde, ausgestattet mit Flügeln, Armen und Beinen. Am rechten Ende desselben Bootes liegt Jesus schlafend. Das untere Bild schildert die Heilung von Petrus’ Schwiegermutter: Jesus in der Mitte hält die Hand der Frau, die rechts in einem roten Sessel sitzt. Simon hat seine Hände auf ihren Kopf gelegt.

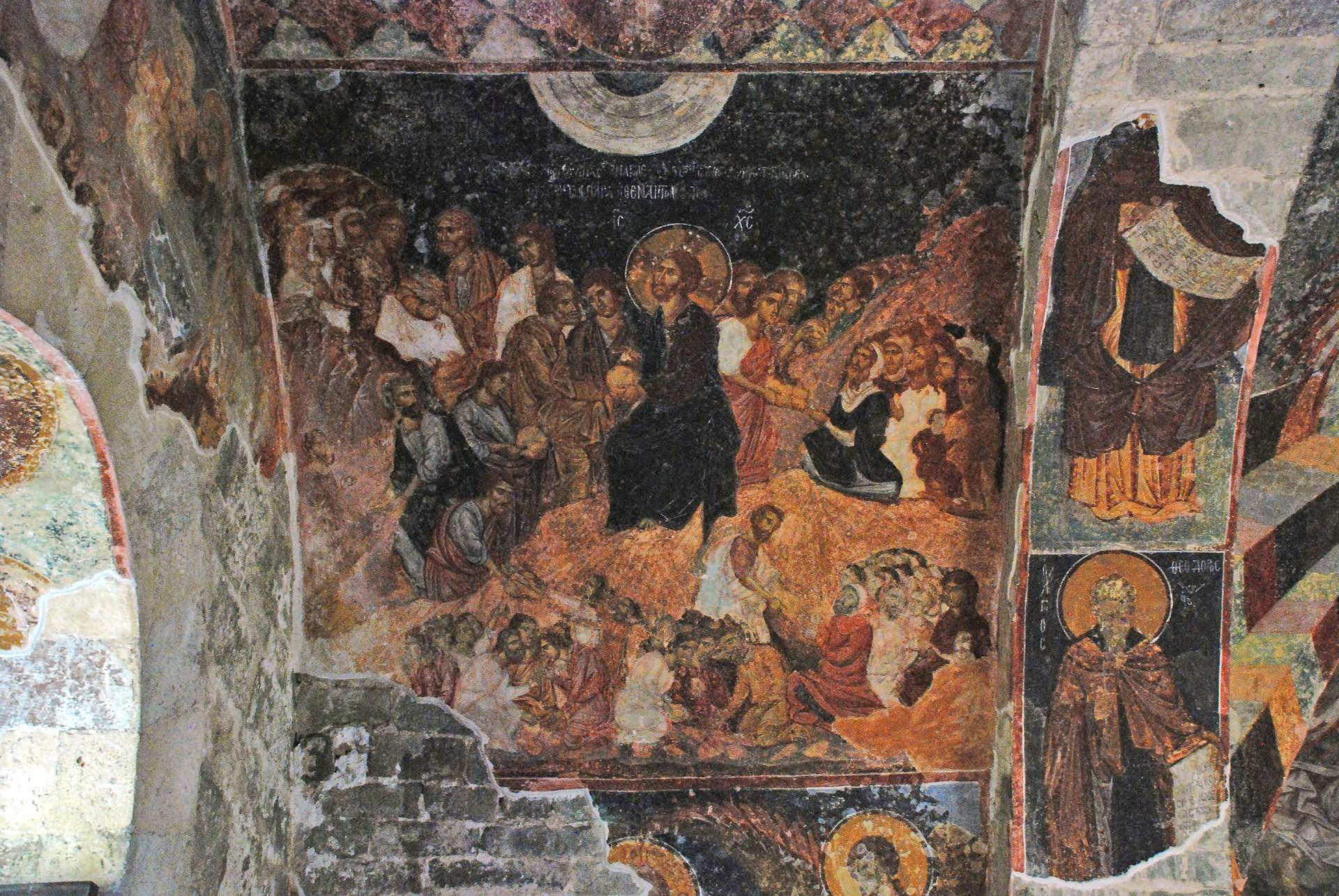
Speisung der 5000

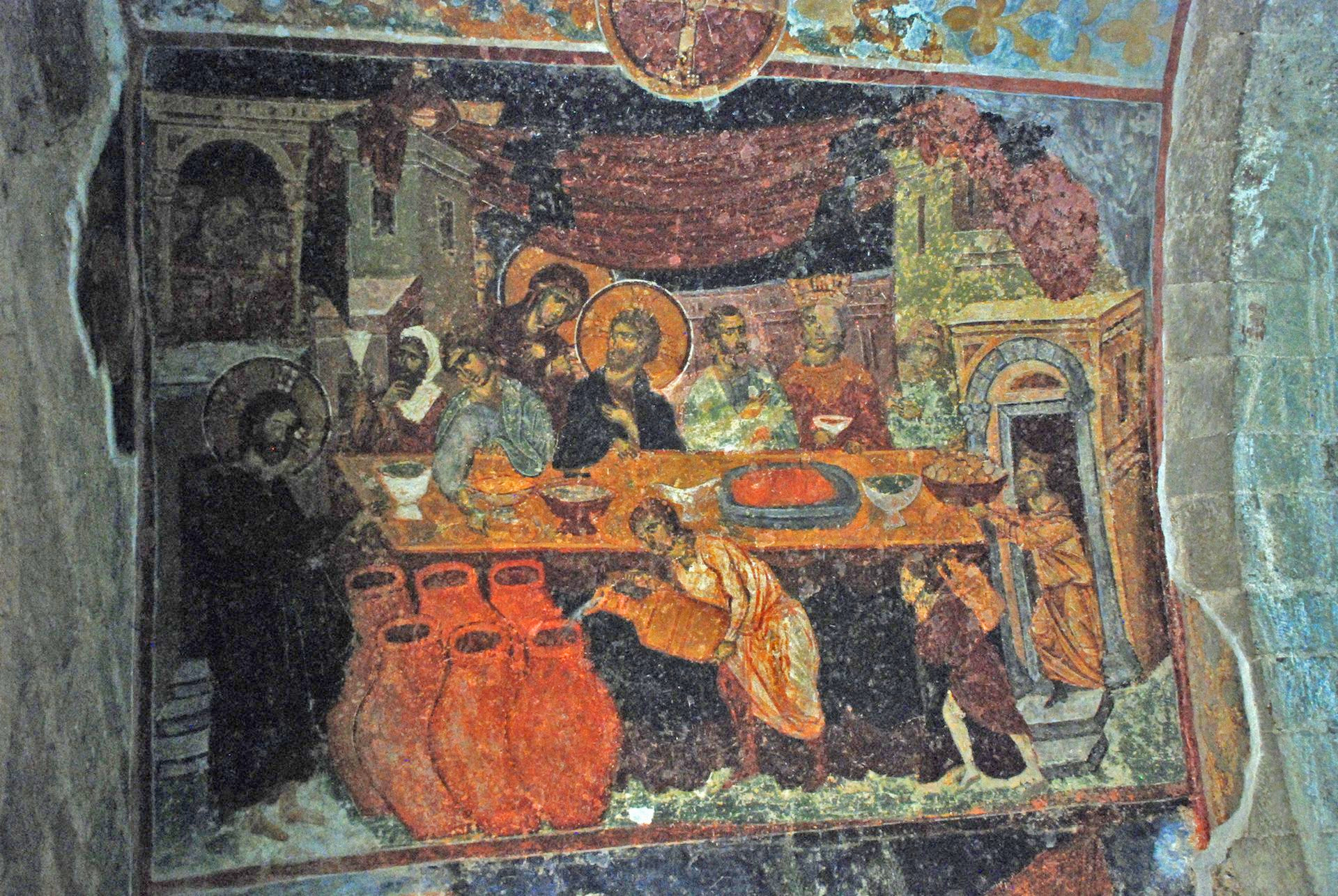
Hochzeit zu Kana. Das Wasser in den Krügen wird später zu Wein verwandelt

Auf der südlichen Innenwand des Narthex ist an der Wand die Taufe Jesu im Jordan zu sehen. Johannes der Täufer, links des Flusses in einem weißen Haarkleid, beugt sich nach vorn und berührt den Heiligenschein von Jesus. Am rechten Flussufer halten sich fünf Engel auf. Darüber wird in einer anderen Szene ein Blindgeborener am Teich von Siloah geheilt. Jesus, vor einer Gruppe von Aposteln auf der linken Seite, berührt den in der Mitte stehenden kranken Mann. Weiter rechts spült sich derselbe Mann am Wasser die Augen aus. Über dieser Szene redet der zwölfjährige Jesus mit den Schriftgelehrten im Tempel. Links stehen ein Arzt und dahinter Josef und Maria.
An der südlichen Westwand findet unten die Heilung des Gelähmten statt. Jesus in der Mitte hält seine Hand segnend zum Kranken hin, der rechts sein Bett davonträgt. Darüber wird die Hochzeit zu Kana gezeigt. Jesus sitzt hinter einem langen Tisch, auf dem die verschiedenen Speisen ausgebreitet sind. Zu seiner Rechten nähert sich Maria und beklagt sich bei ihm, dass der Wein bald zur Neige gehe. Zugleich steht Maria mit Heiligenschein am linken Bildrand und betrachtet die Tonkrüge, in die ein Diener Wasser gießt. Rechts kommt eine Dienerin offensichtlich aus einem separaten Raum zur Tür herein.
An der Südwand blieb auf der linken Seite oberhalb des Bogenfeldes der Tür ein Fragment erhalten, auf dem die Austreibung des Teufels aus der Tochter der Kanaaniterin geschildert wird. Ein Teufel entflieht dem Mund der Tochter, die Mutter ist über ihr. Die Wundergeschichte auf dem Bild darunter ist nicht identifiziert.
Im Bogenfeld über dem Eingang zum Narthex in der Westvorhalle ist die Mariä Verkündigung zu sehen.

### Nordvorhalle
An der inneren Giebelwand in der Nordvorhalle werden oben mehrere Szenen zusammen dargestellt: Links träumt Jakob von einer Himmelsleiter, auf der Engel auf- und absteigen. Rechts daneben folgt der Kampf von Jakob mit einem Engel. Weiter rechts stand (vor seiner Zerstörung) Mose vor dem brennenden Dornbusch, hinter dem Busch ein Engel. Unten links der leidende Jakob, sein Körper ist mit Geschwüren übersät. Ihm sind seine Frau (rechts) und andere Figuren beigesellt. Rechts davon und unterhalb der Mose-Szene steht der alttestamentliche Richter Gideon. Die große bevölkerte Malerei an der Ostwand stellt den Stammbaum von Jesse dar, mit Maria obenauf, die seitlich von Propheten umgeben ist. Weitere Propheten befinden sich auf der Höhe des Stammes. Die Figur mit Krone links unten am Stamm könnte David sein.

### Glockenturm
Die bildhafte Ausgestaltung erfolgte 1442/43 und 1444. Die Bilder sind nur noch bruchstückhaft erhalten, die meisten Gesichter wurden zerstört. Im Erdgeschoss sind drei Figuren erkennbar: Maria mit dem Jesuskind, rechts davon Kaiser Alexios IV. (reg. 1417–1429) und links sein Sohn und Nachfolger Johannes IV. (reg. 1429–1459).
In der Kapelle im ersten Obergeschoss sind entlang der Süd-, West- und Ostwand in der oberen Zone Erzählungen aus dem Leben Jesu und darunter eine weitere Zone mit stehenden Mönchen, Bischöfen und anderen Personen dargestellt. Die obere Zone der Südwand beginnt an der linken Seite mit der relativ gut erhaltenen Verkündigung an Maria durch den Erzengel Gabriel, es folgt die Geburt Jesu, um dessen Krippe in Bildmitte die drei Weisen stehen. Weitere Szenen zeigen Maria und Josef sowie Jesus mit Johannes bei der Taufe im Fluss: ein Engel hält ein Kleidungsstück hoch, im Wasser sind zwei Kinder und Fische zu sehen. Bei der Auferstehung des Lazarus an der Westwand stehen verschleierte Frauen um den eingewickelten Körper herum. Der Einzug in Jerusalem erfolgt vor dem Hintergrund der Stadtmauern mit Jesus auf der linken und dem Stadttor auf der rechten Seite. Ein Jude begrüßt Jesus vor dem Tor, hinter ihm zwei Frauen.
An der linken Nordwand wird Jesus gekreuzigt, in der Mitte klagen Maria und andere. Bei der Auferstehung rechts steigt Jesus auf Stufen, Adam kniet vor ihm in einer runden Höhle und streckt die Hände aus, Jesus ergreift eine Hand. Weiter hinten strecken Eva und David ebenfalls aus Höhlen Jesus ihre Hände entgegen.
Zu den Malereiresten der unteren Zone der Südwand gehören links vom Eingang Kopf und Schulter des heiligen Basilius und links vom Eingang Eugenios (Märtyrer in Trabzon Ende 3. Jahrhundert). Ebenfalls schlecht erhalten sind die Heiligen an den anderen Wänden. Im Gewölbe der Apsis findet sich eine Deësis: Jesus sitzt in einem purpurfarbenen Gewand auf einem Thron, die Füße auf einen mit Perlen dekorierten Stuhl gestellt. Maria und Johannes der Täufer strecken die Hände zu ihm aus. Die Apsiswände waren mit der Apostelkommunion ausgemalt sowie mit Jesus beim Verteilen von Brot und Wein.

## Reliefs

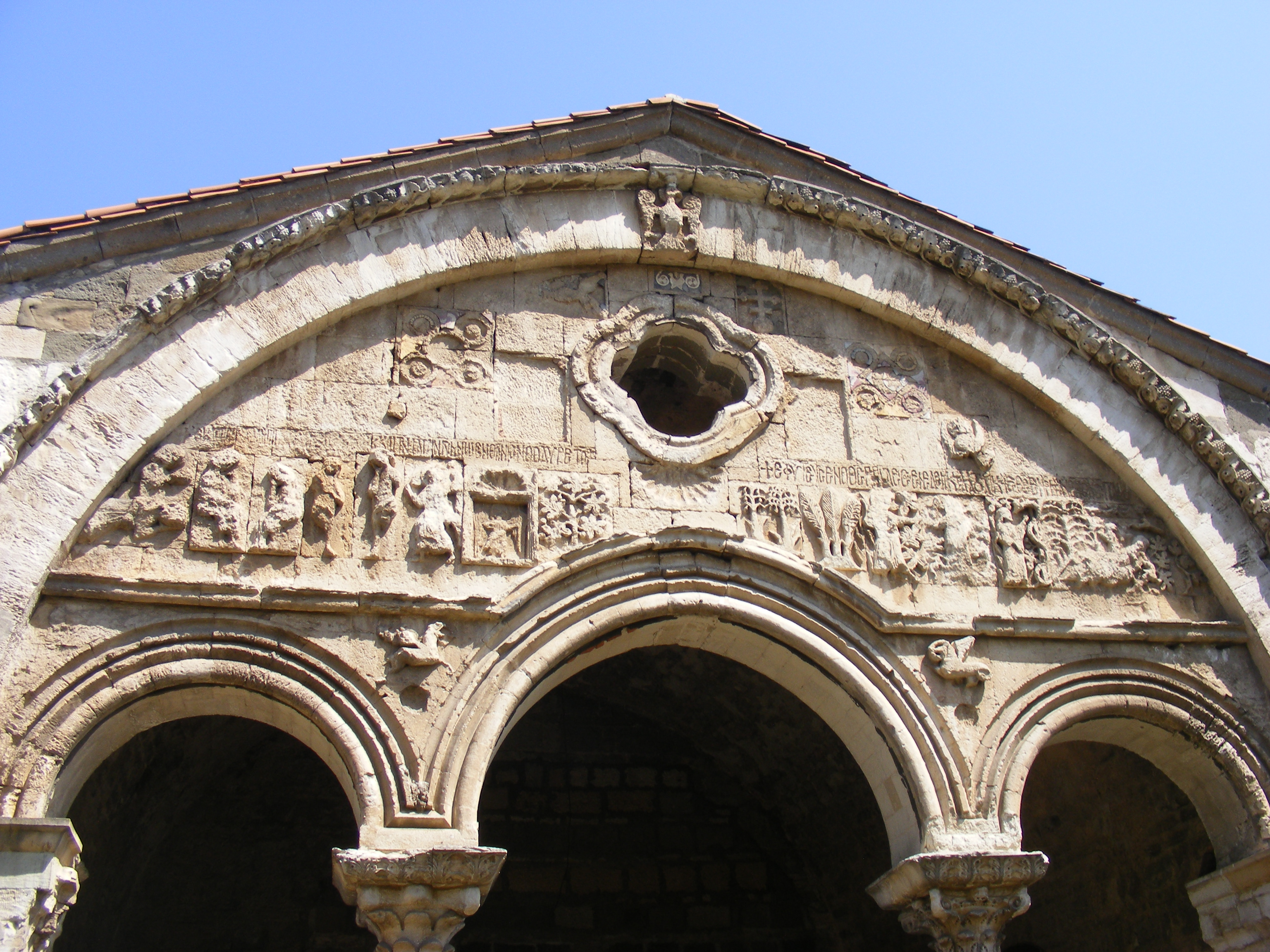
Giebelfeld des Südportikus

Die Südvorhalle enthält zwar keine Fresken mehr, am äußeren Bogenfeld über dem durch zwei Säulen dreigeteilten Südportal sind dafür die aufwendigsten Reliefs des Gebäudes erhalten. Als 1880 die Wandmalereien überputzt wurden, mauerte man den Eingang der Südvorhalle zu und baute in die neue Wand an der Innenseite einen Mihrab ein. Bei der Restaurierung stellte man den ursprünglichen Zustand der einstigen Schaufassade wieder her. Die Säulenkapitelle stammen aus justinianischer Zeit und wurden hier als Spolien zweitverwendet.
Von der Mitte des äußeren Bogenrahmens blickt ein in der byzantinischen Baukunst verbreiteter, einköpfiger Adler herab. Ein solcher Vogel findet sich auch in einem Relief an der mittleren Apsis und auf einem Wandbild als Symbol des Evangelisten Markus (inschriftlich falsch zugeordnet, tatsächlich Symbol des Johannes). Das Relieffries hat seinen gestalterischen Ursprung in der armenischen und georgischen Tradition, eine enge Verbindung besteht zu syrischen Manuskripten des 13. Jahrhunderts. Besonders die geometrischen Formen (Quadrate, Kreise) verraten einen seldschukisch-islamischen Einfluss. Vermutlich waren Handwerker beschäftigt, die zuvor an seldschukischen Bauwerken gearbeitet hatten.
Das Fries zieht sich waagrecht über das gesamte Bogenfeld des Portals. Die sieben Szenen auf den Steinblöcken werden von rechts nach links gelesen. In Szene 1 ganz außen rechts erschafft Gott Adam und Eva. Aus einem Nimbus in der oberen rechten Ecke des breitrechteckigen Blocks erscheint die Hand Gottes und überträgt den Segen von Adam, der auf den Ellbogen gestützt zwischen den Pflanzen des Paradieses am Boden liegt, auf Eva. Szene 2 zeigt den Sündenfall, als Eva, mit einem langen Gewand bekleidet und nach rechts blickend, mit ihrer linken Hand nach oben greift, um den verbotenen Apfel zu pflücken. Die beiden folgenden Steine der Szene 3 sind recht ausgewaschen: Eva und Adam stehen sich gegenüber, während sie ihm den Apfel reicht.
Nun ergibt sich eine Unterbrechung durch den mittleren Torbogen. Links davon folgt Szene 4 nach der Vertreibung aus dem Paradies. Im rechteckigen Torrahmen steht ein Engel und bewacht mit einem Speer in jeder ausgestreckten Hand den Eingang. Die drei folgenden schmalen Hochkantblöcke gehören zu Szene 5: Ein Engel vertreibt die beiden Sünder aus dem Paradies. Er ist mitten in der Bewegung dargestellt, wie er mit dem rechten Fuß nach vorn ausgreift und den linken Fuß gerade hebt. Dadurch kontrastiert er mit den nun nackt und statisch dastehenden Figuren von Adam und Eva. Aus Szene 6 spricht die Trauer nach dem Verlust. Adam und Eva sitzen sich gegenüber, die Hände zu ihren Gesichtern erhoben. Der schlechte Erhaltungszustand macht Szene 7 interpretierbar. Es könnte sich um die Geburt Kains handeln oder um die Ermordung Abels durch Kain. Eine Figur, von der die Beine durch den Bogenrahmen abgeschnitten werden, liegt mit der rechten Hand den Kopf stützend am Boden, eine zweite stehende Figur lehnt sich darüber; beide tragen lange Gewänder.
Die unregelmäßige Größe der Steinblöcke und die geringe Passgenauigkeit der Szenen lässt vermuten, dass die einzelnen Steine vor dem Einbau reliefiert wurden. Ungewöhnlich an der Szenenfolge sind der fehlende Anfang und das unerklärte Ende. Zu erwarten wäre am Beginn die Erschaffung Adams und am Ende müsste der Erschlagung Abels das Opfer seiner Feldfrüchte vorausgehen. Insgesamt wird Eva in einer düsteren Weltsicht als Todesbringerin in den Vordergrund gerückt.